# Ramón Moreno Bustos
Ramón Moreno Bustos (Zaragoza, 26 de mayo de 1966) es un político español, diputado por Zaragoza en el Congreso durante las VI, VII, VIII, IX, X, XI y XII legislaturas.

## Biografía
Diplomado en Derecho Tributario, Marketing y Asesoría de Empresas, ha desarrollado su labor profesional como asesor fiscal. Inició su trayectoria política en las elecciones autonómicas de 1995, cuando fue elegido diputado en las Cortes de Aragón durante la IV legislatura. Sin embargo, renunció al cargo un año más tarde, cuando fue elegido diputado por Zaragoza en el Congreso. Fue reelegido en 2000, 2004, 2008, 2011, 2015 y 2016. Ha sido vocal de la Junta Directiva Nacional y del Comité Ejecutivo Nacional del Partido Popular. En 2017 fue elegido secretario ejecutivo del PP en el exterior.